# Sork Ale
Sork Ale (también conocido como Asdaga o Sorcali) es un estratovolcán siciliano situado en el Danakil Horst, en el extremo sur de los Alpes de Danakil, cerca de la frontera entre Etiopía y Eritrea. Forma parte del complejo volcánico de Bidu (con los volcanes Nabro, Bara Ale y Mallahle). 
El volcán tiene conos de escoria que sugieren erupciones estrombolianas. En la cima del volcán hay una caldera de 1 km de ancho y 300 m de profundidad, y hay chimeneas satélite en el flanco sureste. El volcán se encuentra en el extremo occidental del campo de lava